# Семёнов, Вячеслав Михайлович (экономист)
Вячеслав Михайлович Семёнов (29 сентября 1938, Мценск, Орловская область — 16 марта 2017, Курган) — советский и российский учёный, декан экономического факультета Курганского государственного университета (2002—2007); доктор экономических наук, профессор.

## Биография
Вячеслав Михайлович Семёнов родился 29 сентября 1938 года в учительской семье в городе Мценске Мценского района Орловской области, ныне город областного значения Орловской области.
В 1960 году окончил инженерно-экономический факультет Московского института инженеров железнодорожного транспорта.
После окончания института работал инженером-экономистом цеха, старшим инженером планово-производственного отдела, заместителем начальника планово-производственного отдела на предприятии военно-промышленного комплекса в городе Миассе Челябинской области.
С 1964 года работал в Курганском машиностроительном институте.
В 1965 году вступил в КПСС.
В 1966 году ему была присуждена учёная степень кандидата экономических наук, диссертация «Основные вопросы экономики централизации ремонта электрооборудования».
С 1968 года — декан инженерно-экономического факультета.
С 1976 года — заведующий кафедрой «Экономика и организация машиностроительной промышленности» Курганского машиностроительного института.
В 1979 году ему была присуждена учёная степень доктора экономических наук, диссертация «Проблемы эффективности технического обслуживания машиностроительного производства», с 1980 года — профессор.
С 1993 года — заведующий кафедрой «Экономика и предпринимательство», с 1997 года — заведующий кафедрой «Экономика и маркетинг».
С 2002 по 2007 год — декан экономического факультета Курганского государственного университета, затем — заведующий университетской кафедрой «Экономика и маркетинг».
Входил в состав областного Совета по развитию малого предпринимательства при Администрации (Правительстве) Курганской области, член экономического совета при Губернаторе Курганской области. Участвовал в разработке Стратегии социально-экономического развития Курганской области до 2020 года.
Вячеслав Михайлович Семёнов умер 16 марта 2017 года в городе Кургане Курганской области. Прощание было 18 марта 2017 года в траурном зале областной больницы.

## Научная деятельность
Профессор Семёнов — основатель научной школы «Экономические проблемы производственной и рыночной инфраструктуры», подготовил 11 кандидатов экономических наук.
Основные направления научных исследований: организационно-экономические вопросы развития производственной инфраструктуры промышленных предприятий; разработка стратегии и тактики маркетинга, управление конкурентоспособностью предприятий, организационно-экономические вопросы развития малого бизнеса.

## Научные труды
Опубликовал более 150 научных работ, в том числе 15 монографий, учебников и учебных пособий, в том числе:
- Семенов В. М. Вопросы экономики ремонта электрооборудования. — Челябинск: Южно-Уральское книжное издательство, 1965. — 73 с. — 2000 экз.[6]
- Семенов В. М. Внутризаводское планирование и хозрасчет в новых условиях. — Челябинск: Южно-Уральское книжное издательство, 1967. — 67 с. — 1500 экз.[7]
- Семенов В. М. Организация и планирование вспомогательных цехов. — М.: Высш. шк., 1985. — 207 с. — 6000 экз.[8]
- Семенов В. М. Эффективность технического обслуживания. — Челябинск: Южно-Уральское книжное издательство, 1974. — 213 с. — 1000 экз.[9]
- Семенов В. М., Васильева О. Е. Сервис промышленных товаров. — М.: Центр экономики и маркетинга, 2001. — 208 с. — 3000 экз. — ISBN 5-85873-075-2.
- Власов Б. В., Семенов В. М. Повышение эффективности вспомогательных производств. — М.: Машиностроение, 1983. — 232 с. — 6000 экз.[10]
- Жукоцкий Д. Н., Семенов В. М. Пути повышения эффективности машиностроительного производства. — Челябинск: Южно-Уральское книжное издательство, 1969. — 160 с.
- Жукоцкий Д. Н., Семенов В. М. Пути повышения эффективности машиностроительного производства. — Челябинск: Южно-Уральское книжное издательство, 1972. — 146 с. — 2000 экз.[11]
- Интенсификация производственных процессов. Техническое обслуживание производства / ред. В. М. Семенов. — М.: Машиностроение, 1993. — 348 с. — ISBN 5-217-02023-7.
- Организация перевозок грузов / учебник / ред. В. М. Семенов. — М.: Академия, 2008. — 304 с. — 4000 экз. — ISBN 978-5-7695-3861-2.
- Организация перевозок грузов / учебник / ред. В. М. Семенов. — 6-е изд.. — М.: Академия, 2013. — 304 с. — 1500 экз. — ISBN 978-5-4468-0296-8.
- Внутрихозяйственные резервы производства — важнейший источник увеличения выпуска продукции и повышения производительности труда / сборник статей / ред.: В. М. Семенов, В. И. Ефименков. — Курган, 1975. — 93 с. — 600 экз.[12]
- Эффективность новой техники / сборник статей / ред.: В. М. Семенов, Л. Т. Комарова. — Курган, 1971. — 159 с. — 500 экз.[13]

### Учебник «Экономика предприятия»
Учебник «Экономика предприятия», созданный коллективом авторов под научным руководством В. М. Семёнова и выдержавший 5 изданий, входил в список 300 лучших учебников для высшей школы России и был рекомендован Министерством образования и науки Российской Федерации в качестве учебника для студентов высших учебных заведений, обучающихся по экономическим специальностям. Учебник использовался в вузах Российской Федерации, Республики Беларусь и Республики Казахстан.
- Экономика предприятия / учеб. пособие / Семенов В. М., Баев И. А., Терехова С.А, и др. / ред. В. М. Семенов. — М.: Центр экономики и маркетинга, 1996. — 178 с. — 6000 экз. — ISBN 5-85873-014-0.[14]
- Экономика предприятия / учебник / ред. В. М. Семенов. — 2-е изд.. — М.: Центр экономики и маркетинга, 1998. — 312 с. — ISBN 5-85873-027-2.
- Экономика предприятия / учебник / Семенов В. М., Баев И. А., Терехова С.А, и др. / ред. В. М. Семенов. — 3-е изд. перераб. и доп.. — М.: Центр экономики и маркетинга, 2001. — 353 с. — ISBN 5-85873-027-2.
- Экономика предприятия / учебник / ред. В. М. Семенов. — 4-е изд.. — СПб.: Питер, 2006. — 384 с. — ISBN 5-469-00168-7.
- Экономика предприятия / учебник / ред. В. М. Семенов. — 5-е изд.. — СПб.: Питер, 2008. — 416 с. — 4000 экз. — ISBN 978-5-91180-462-6.

## Награды и звания
- Академик Международной академии наук высшей школы
- Заслуженный экономист РСФСР
- Почётный работник высшего профессионального образования Российской Федерации
- Орден «Знак Почёта»
- Медаль «За доблестный труд. В ознаменование 100-летия со дня рождения Владимира Ильича Ленина», 1970 год
- Медаль «Ветеран труда»
- Знак ЦК ВЛКСМ «За освоение новых земель»
- Премия Губернатора Курганской области в сфере науки, техники и инновационной деятельности
- Почётная грамота Губернатора Курганской области.

## Семья
Жена — Семёнова Лидия Михайловна, кандидат экономических наук.
Дочь — Кучина Елена Вячеславовна, доктор экономических наук, профессор кафедры «Экономика и финансы» ФГБОУ ВПО «Южно-Уральский государственный университет» (НИУ).
Внук — Кучин Никита Евгеньевич, кандидат медицинских наук, доцент кафедры общественного здоровья и здравоохранения ФГБОУ ВО ЮУГМУ Минздрава России.

## Увлечения
Хорошо знал классическую русскую литературу, болельщик московского футбольного клуба «Динамо», обладал уникальной коллекцией записей классической и современной музыки.